# 小泉俊明
小泉 俊明（こいずみ としあき、1957年4月26日 - ）は、日本の政治家。
衆議院議員（3期）、国土交通大臣政務官（菅第1次改造内閣・菅第2次改造内閣）、民主党副幹事長、減税日本幹事長（第2代）、取手市議会議員などを歴任した。

## 来歴
茨城県北相馬郡取手町（現在の取手市）生まれ。取手町立小文間小学校、取手市立取手第一中学校、茨城県立竜ヶ崎第一高等学校、早稲田大学政治経済学部政治学科卒業。早稲田大学在学中は雄弁会に所属した。大学卒業後、中小企業経営者を経て取手市議会議員を務める。
2000年、第42回衆議院議員総選挙に茨城3区から民主党公認で出馬。自由民主党の葉梨信行に敗れたが、重複立候補していた比例北関東ブロックで復活し、初当選した。2003年の第43回衆議院議員総選挙では、葉梨信行が引退し、女婿の葉梨康弘が出馬。茨城3区では葉梨に敗れたが、小泉も再度比例復活で当選。2005年の第44回衆議院議員総選挙では茨城3区で葉梨に敗れ、比例復活もならず落選。
2009年の第45回衆議院議員総選挙では国民新党の推薦も受けて出馬し、自民党の葉梨に比例復活すら許さぬ大差をつけて3選。小泉が獲得した146,983票は、茨城3区における過去最高の得票数であった。
2010年9月、菅第1次改造内閣で国土交通大臣政務官（国土関係、下水道を除く都市・地域整備関係、観光関係並びに北海道開発関係施策の担当）に任命され、菅第2次改造内閣まで務める。
2012年の消費増税をめぐる政局では、6月26日の衆議院本会議で行われた消費増税法案の採決で、党の賛成方針に反して反対票を投じた（社会保障制度改革推進法案・認定こども園法改正案には賛成）。民主党は7月3日の常任幹事会で党員資格停止2カ月の処分とする方針を決定し、7月9日の常任幹事会で正式決定した。
同年8月9日、衆議院に提出された野田内閣不信任決議案の採決では賛成票を投じ、採決に先立って民主党に離党届を提出（民主党は8月29日の常任幹事会で除籍処分とすることを正式決定した）。8月17日、減税日本への入党を表明し、幹事長に就任（小泉同様、内閣不信任決議案の採決直前に離党届を提出し、不信任案に賛成した小林興起も減税日本に入党）。同年8月31日、小泉・小林・佐藤夕子（減税日本副代表）の減税日本所属の衆議院議員3名に、関西電力大飯原子力発電所の再稼働に反対し7月3日に民主党を離党した衆議院議員の平智之が加わり、院内会派「減税日本・平安」を結成した（その後、平が抜けたため再び会派名は減税日本に戻った）。減税日本は10月30日に熊田篤嗣、水野智彦が入党し国政政党化したが、11月には減税日本・反TPP・脱原発を実現する党を経て、日本未来の党に合流。
同年12月16日の第46回衆議院議員総選挙に日本未来の党公認で茨城3区から出馬するも、前回下した葉梨に敗れ、比例復活もならず落選。
2014年12月の第47回衆議院議員総選挙にも出馬への動きをみせていたものの、出馬を見送った。
2016年2月2日、維新の党執行役員会で衆院茨城3区支部長就任が発表された。
2017年10月の第48回衆議院議員総選挙では、希望の党に公認申請して小選挙区での出馬を目指していたが、最終的に比例東京ブロック単独24位での出馬となった。投開票の結果、落選。
2021年には上田清司参議院議員が結成を目指す新党の設立準備に参画。小泉と前田雄吉元衆議院議員の2人が設立準備の中枢を担ったが、政党要件の基準となる5人の国会議員が集まらず、結成を断念した。
2023年2月20日には、神奈川県の国際政策アドバイザーを務める小泉が仲介する形で、黒岩祐治神奈川県知事、岸田文雄内閣総理大臣の3者による会食が行われた。

## 政策・主張
- 日本経済再生のため、土地・株の下落を止める資産デフレ対策、活力を生む税制の実現を主張している。
- 歴史教科書問題に熱心に取り組んでおり、文藝春秋に歴史教科書の国際比較に関する論文を掲載した。
- 外国人参政権、人権擁護法案反対。過去に、民主党の政策集（選挙時のマニフェストではない）に掲載された「国家主権の移譲や主権の共有」について、「こんなことは世界連邦でもなきゃありえない」と批判した。

## 所属していた団体・議員連盟
- 日本会議国会議員懇談会
- 日本の領土を守るため行動する議員連盟（幹事）
- TPPを慎重に考える会

## 著書
- 『民主党大崩壊 国民を欺き続けた1000日』（双葉社新書、2012年）ISBN 4575153966

## その他
- 日中国会議員書画展へ書画を提供している[24]。